# Refugi de Perafita
Il refugi de Perafita è un rifugio alpino che si trova nella parrocchia di Escaldes-Engordany a 2.201 m d'altezza.

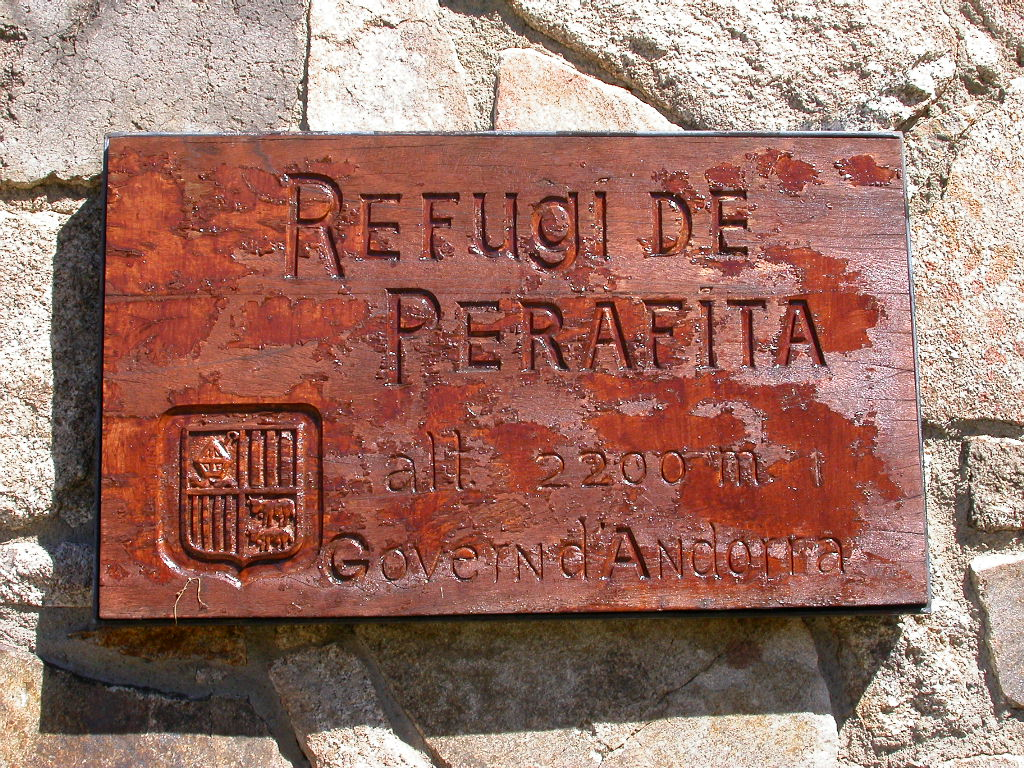
Placca all'esterno del rifugio.